# Imagine (album d'Armin van Buuren)
Pour les articles homonymes, voir Imagine.
Albums de Armin van Buuren
Shivers
(2005) Mirage
(2010)
Singles
1. If You Should Go
Sortie : 2 mars 2008
2. Going Wrong
Sortie : 14 avril 2008
3. In and Out of Love
Sortie : 6 août 2008
4. Unforgivable
Sortie : 12 janvier 2009
5. Fine Without You
Sortie : 25 mai 2009
6. Never Say Never
Sortie : 29 juin 2009

Imagine est le troisième album studio d'Armin van Buuren, sorti le 18 avril 2008. Il succède à Shivers (2005) et précède Mirage (2010).

## Liste des pistes
| No  | Titre                                            | Producteur(s)                 | Durée |
| --- | ------------------------------------------------ | ----------------------------- | ----- |
| 1.  | Imagine                                          | Geert Huinink                 | 9:27  |
| 2.  | Going Wrong (with DJ Shah featuring Chris Jones) | Benno de Goeij, Roger P. Shah | 5:36  |
| 3.  | Unforgivable (featuring Jaren)                   | Benno de Goeij                | 8:03  |
| 4.  | Face to Face                                     | Benno de Goeij                | 7:30  |
| 5.  | Hold on to Me (featuring Audrey Gallagher)       | Benno de Goeij                | 7:16  |
| 6.  | In and Out of Love (featuring Sharon den Adel)   | Benno de Goeij                | 6:01  |
| 7.  | Never Say Never (featuring Jacqueline Govaert)   | Benno de Goeij                | 6:59  |
| 8.  | Rain (featuring Cathy Burton)                    | Benno de Goeij                | 7:10  |
| 9.  | What If (featuring Vera Ostrova)                 | Benno de Goeij                | 7:18  |
| 10. | Fine Without You (featuring Jennifer Rene)       |                               | 6:26  |
| 11. | Intricacy                                        | Sean Tyas                     | 7:07  |

| 12. | If You Should Go (featuring Susana)         |                                | 7:48 |
| 13. | The Sound of Goodbye (Simon & Shaker Remix) | Adrian Broekhuyse & Raz Nitzan | 8:31 |